# Gromphadorhina
Gromphadorhina (лат.) — род крупных тропических тараканов из семейства Blaberidae. Известны под названием Мадагаскарские шипящие тараканы, так как будучи потревоженными и в период ухаживания издают довольно громкие шипящие звуки, напоминающие шипение змеи, быстро с силой выдыхая воздух через дыхательные отверстия (стигмы). Иногда подобные звуки напоминают свист.
Длина тела взрослых насекомых — до 110 мм, масса — до 70 г. Бескрылые на всех стадиях.
Эндемики Мадагаскара. Обитают в лесной подстилке дождевых и засушливых тропических лесов острова.
Являются всеядными животными, отдавая предпочтение растительной пище, такой как прелые листья разных растений, их зелёные части, плоды (как свежие, так и подгнивающие), кусочки коры и т. п.

## Виды
В роде Gromphadorhina 4 вида:
- Gromphadorhina grandidieri
- Gromphadorhina oblongonota
- Gromphadorhina picea
- Gromphadorhina portentosa — вид используется любителями домашних животных в качестве живого корма для рептилий, земноводных и пауков

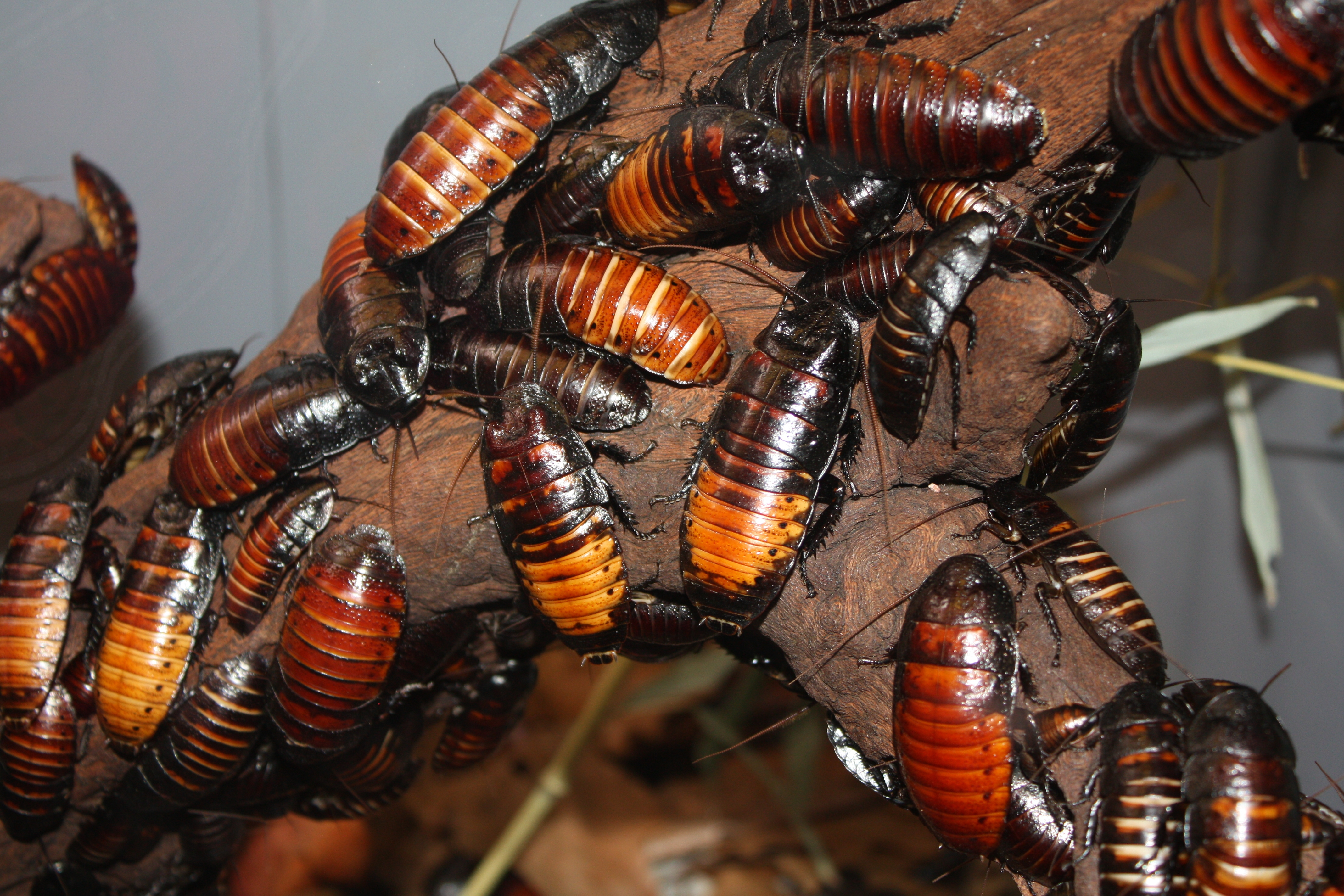
Gromphadorhina portentosa